# Ryan Pini
Pour les articles homonymes, voir Pini.
Ryan John Pini, né le 10 décembre 1981 à Port Moresby, est un nageur papou-néo-guinéen, spécialiste du papillon.
Au jeux du Commonwealth en 2006 il a remporté la médaille d'or en 100 m papillon.
Ayant participé aux Jeux olympiques de 2004, il est porte-drapeau à ceux de 2008 où il devient le premier nageur papou à atteindre la finale en natation.
Le 5 août 2016, il est à nouveau le porte-drapeau lors de la cérémonie d'ouverture des Jeux olympiques de 2016 à Rio. Au jeux du Commonwealth en 2006 il a remporté la médaille d'or en 100 m papillon.